# Pseudechiniscus gullii
Pseudechiniscus gullii är en djurart som tillhör fylumet trögkrypare, och som beskrevs av Giovanni Pilato och Oscar Lisi 2006. Pseudechiniscus gullii ingår i släktet Pseudechiniscus och familjen Echiniscidae. Inga underarter finns listade i Catalogue of Life.